# Recettore dell'istamina
I recettori dell'istamina sono una classe di recettori accoppiati a proteine G che hanno l'istamina come ligando endogeno.
Sono conosciuti quattro tipi diversi di recettori dell'istamina, che si trovano in regioni diverse dell'organismo e mediano effetti diversi:
- Recettore H1
- Recettore H2
- Recettore H3
- Recettore H4

| Recettore | Meccanismo d'azione | Funzione | Antagonisti                                                                            |
| --------- | ------------------- | --- | -------------------------------------------------------------------------------------- |
| H1        | Subunità Gq         | - Contrazione dell'ileo - Modulazione del ciclo circadiano - Prurito - Vasodilatazione - Broncocostrizione (asma)                                                                                     | - H1 antagonisti - Cetirizina - Clemastina - Difenidramina - Fexofenadina - Loratadina |
| H2        | Subunità Gs ↑ cAMP  | - Ritmo cardiaco - Stimolazione della secrezione di acido gastrico - Rilassamento del muscolo liscio - Inibizione della sintesi di anticorpi, proliferazione di linfociti T e produzione di citochine | - H2 antagonisti - Cimetidina - Famotidina - Nizatidina - Ranitidina                   |
| H3        | Gi                  | - Neurotrasmettitore nel SNC - Autorecettori presinaptici | - H3 antagonisti - Ciproxifan - Clobenpropit - Tioperamide                             |
| H4        | Gi                  | - Media la chemiotassi dei mastociti | - H4 antagonisti - Tioperamide                                                         |